# پیتر کارل فابرژه

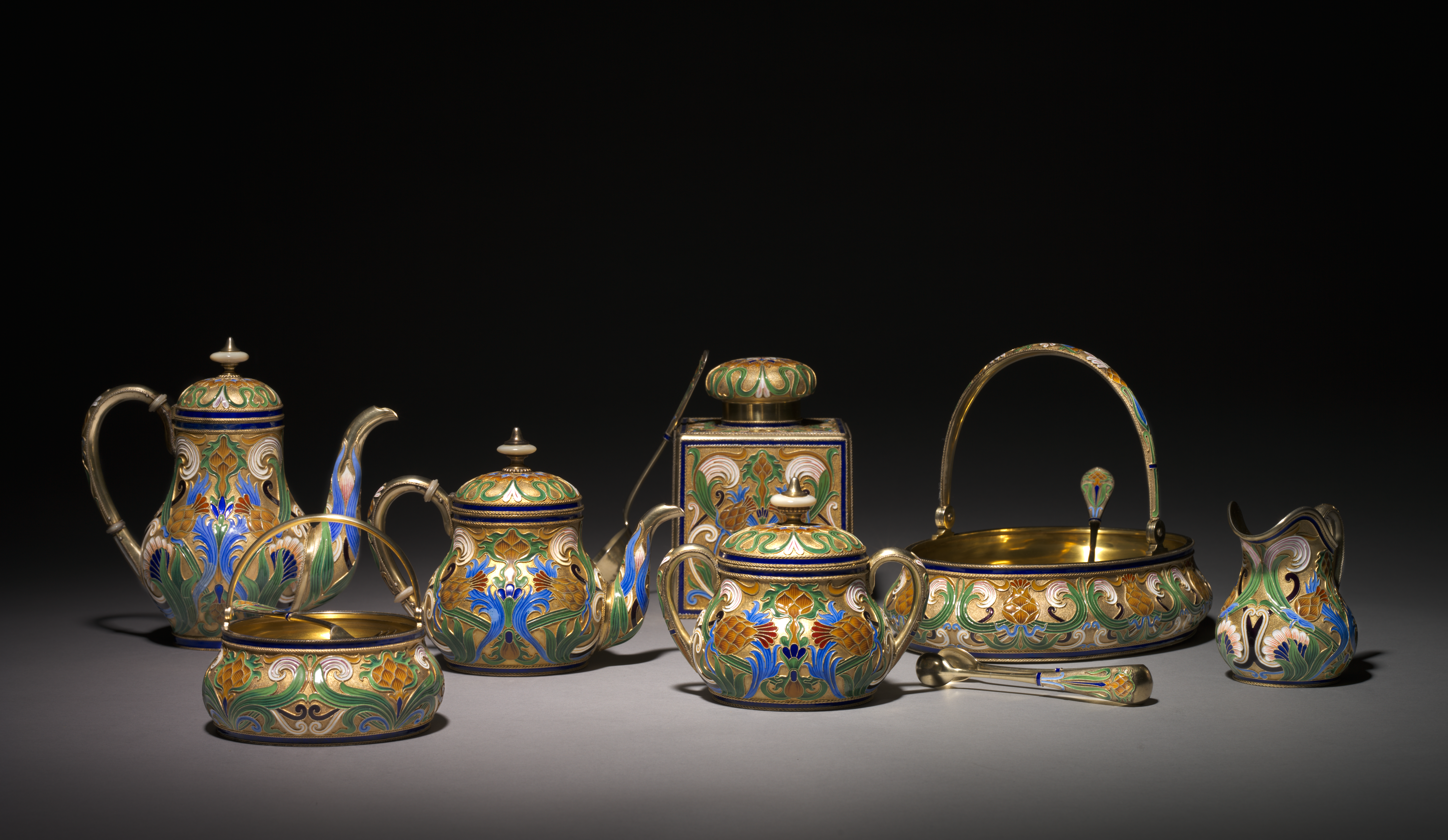
یک سرویس چای‌خوری اشرفی روسی از جنس نقره، اثر پیتر کارل فابرژه. این اثر اکنون در مالکیت موزه هنر کلیولند قرار دارد.

پیتر کارل فابرژه (روسی: Карл Густавович Фаберже؛ زاده ۳۰ مهٔ ۱۸۴۶ درگذشته ۲۴ سپتامبر ۱۹۲۰) یک جواهر ساز اهل روسیه بود. وی بیشتر به خاطر تخم‌مرغ‌های طلایی استادانه‌اش به سبک تخم‌مرغ‌های عید پاک اما ساخته شده از فلزات گرانبها و جواهرات برای اشراف و مراسم تاج‌گذاری شهرت دارد همچون کالسکه مینیاتوری تخم‌مرغ تاجگذاری امپراطوری فابرژه یا تخم‌مرغ گل برفی برای نیکلای دوم روسیه که به آلکساندرا فیودوروفنا (آلیکس هسن) هدیه شد.